# Reinhard Fäthe

Reinhard Fäthe

Reinhard Fäthe (* 29. Juli 1902 in Küblingen; † 22. Oktober 1978 in Monheim am Rhein) war ein deutscher Politiker (NSDAP).

## Leben und Wirken
Nach dem Besuch der Volksschule und eines Reform-Realgymnasiums in Bad Harzburg erlernte Reinhard Fäthe bis 1921 den Bäckerberuf im Betrieb seines Vaters. Anschließend war er in Bäckereibetrieben in Hildesheim, Braunschweig, Dresden und Harburg tätig. Von 1931 bis 1934 übernahm er die Leitung der väterlichen Bäckerei in Bündheim.
Fäthe trat zum 1. März 1929 in die NSDAP ein (Mitgliedsnummer 122.184). Ende 1931 war er als Ortsgruppenleiter an der organisatorischen Vorbereitung der Harzburger Tagung beteiligt. 1934 wurde er Gauinspekteur der NSDAP, zunächst für den Regierungsbezirk Hildesheim, ab August für das Land Braunschweig. Von 1936 bis 1937 war er Kreisleiter der NSDAP Wolfenbüttel. Er war ab 1938 Obmann der DAF im Gau Südhannover-Braunschweig und wurde später zum Hauptbereichsleiter befördert.
Von April 1933 bis zur Auflösung dieser Körperschaft im Herbst 1933 war Fäthe Mitglied des Braunschweigischen Landtags. Anschließend saß er von März 1936 bis zum Ende der NS-Herrschaft im Frühjahr 1945 als Abgeordneter für den Wahlkreis 16 (Südhannover-Braunschweig) im nationalsozialistischen Reichstag.
Nach dem Ende des Zweiten Weltkrieges wurde Fäthe am 12. Juni 1945 verhaftet und im Lager Westertimke interniert. Im Januar 1948 wurde er aus dem Lager Fallingbostel entlassen und von der Spruchkammer Benefeld-Bomlitz zu einer einjährigen Haftstrafe verurteilt. Sein Sparguthaben von 50.000 Reichsmark wurde eingezogen. Das Spruchgericht hatte die Haftstrafe der Internierungshaft angerechnet, doch Fäthe beantragte beim Obersten Spruchgerichtshof Hamm eine Revision des Urteils, das nach erneuter Verhandlung am 28. Oktober 1948 vom zuständigen Spruchgericht Benefeld-Bomlitz bestätigt wurde.
Im Jahr 1955 zog er nach Düsseldorf-Unterrath. Er legte Beschwerde gegen den Einzug seiner Spareinlagen ein, die am 11. Dezember 1956 vom Oberlandesgericht Hamm abgewiesen wurde.
Reinhard Fäthe war seit 1934 verheiratet und hatte drei Kinder. Seine Frau und zwei Töchter starben 1944 bei einem Luftangriff auf Isernhagen.